# カバル

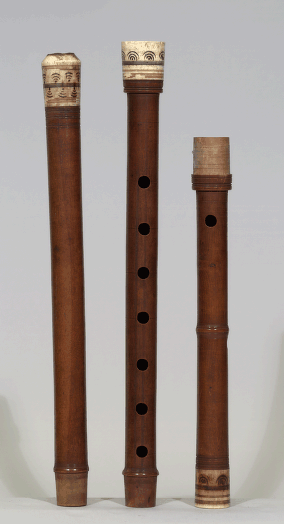
カバル

カバル（Kaval）とは、ブルガリアを中心とするバルカン半島、トルコ、アルメニアで見られる、民謡や踊りの旋律を演奏するために使う楽器である。また合奏や歌の伴奏にも使用されている。ブルガリア全土に広まっている楽器だが、実際演奏に使われているのはトラキア地方やドブルジャ地方である。本来は羊飼いの笛である。

## 特徴
管を斜めに削って出来た鋭いエッジに息をあてて音を出す。前面に指孔7つ、背面に親指孔が一つあり、さらに「悪魔の穴」と呼ばれる指でおさえない穴が4つある。笛の長さは３つの管を繋げると、50から90センチメートルになり直径は16から18ミリメートルになる。同じ指使いでも、息の強さや吹き方を変化させることによって、3オクターブ近くの音域をほとんど半音階で演奏できる。

## 関連事項
- 笛
- ブルガリア
- ブルガリアの音楽